# Karl Dodrimont
Karl Dodrimont (ur. 14 stycznia 1939 w Baienfurt) – zachodnioniemiecki zapaśnik walczący w stylu wolnym. Olimpijczyk z Tokio 1964, gdzie zajął piętnaste miejsce w kategorii 57 kg.
Brązowy medalista mistrzostw świata w 1965; szósty w 1966. Szósty na mistrzostwach Europy w 1966 roku.
Mistrz RFN w 1963, 1964 i 1966; drugi w 1965 i 1968; trzeci w 1962. Mistrz w stylu klasycznym w 1963, 1964 i 1965; drugi w 1966; trzeci 1961 i 1967 roku.